# Суд Пугачёва
«Суд Пугачёва» — картина русского художника Василия Перова, написанная в 1879 году. Хранится в Русском музее в Санкт-Петербурге.

## Изображение
На картине изображён момент суда, который вершит Пугачёв над захваченными в плен врагами. Офицер-предатель целует ему руку, перед Пугачёвым (спиной к зрителю) стоит на коленях и кланяется человек со связанными руками. Пожилая женщина обнимает юную девушку в белом платье. Искусствоведы отмечают явную сюжетную близость картины к одной из сцен «Капитанской дочки» Александра Пушкина: под офицером Перов мог иметь в виду Швабрина, а прототипами женщины и девушки могли быть жена и дочь коменданта Белогорской крепости.

## Создание и судьба картины
Перов планировал создать триптих на тему пугачёвщины. Первая картина должна была показывать тяжёлую жизнь крестьян накануне восстания, вторая — собственно бунт, а третья — расправу пугачёвцев над своими врагами и угнетателями. Однако в итоге появился только «Суд Пугачёва». Художник создал три варианта картины, причём в первом Емельян Пугачёв был удалым казаком на коне, а в третьем это жестокий и сильный тиран, вершащий судьбы людей. Третий вариант был завершён в 1879 году, но и он не удовлетворил художника.
С 1898 года картина хранится в Русском музее как дар императора Николая II

## Оценки
В монографии о Перове, выпущенной в 1934 году к столетию со дня рождения художника, искусствовед Алексей Фёдоров-Давыдов назвал его исторические картины «Суд Пугачёва» и «Никита Пустосвят» неудачными и эклектическими, а трактовку Перовым «крестьянской революции» — реакционной. Отмечая, что картины Перова относятся к наиболее психологичным в русской исторической живописи 1870-х годов, Фёдоров-Давыдов писал, что «психологизм, всё нарастая в творчестве Перова, к концу его жизни становится орудием выражения реакционного содержания».